# Bartholomew Roberts
Bartholomew Roberts (Haverfordwest, Gales, 1682 — Cabo Lopez, Gabão, 10 de fevereiro de 1722), nascido John Roberts, foi um pirata galês que teve grande actividade entre 1719 e 1722, atacando e apresando navios ao largo das costas das Américas e da África Ocidental. Foi o pirata mais bem sucedido da Época Dourada da Pirataria, quando avaliado pelo número de navios apresados, tomando mais de 470 presas durante a sua carreira. É por vezes referido pelo cognome de Black Bart (galês: Barti Ddu), mas este nome nunca foi usado no seu tempo.
Ligado à vida do mar desde muito jovem, em 1719, aos 37 anos de idade, aceitou fazer parte da tripulação do capitão pirata Howell Davis, iniciando nesse ano a sua participação documentada na pirataria. Em pouco tempo conseguiu mobilizar uma esquadrilha de dimensão suficiente para enfrentar com êxito as frotas das companhias mercantes britânicas, num período em que aquela potência lutava para manter as suas possessões na América do Norte e nas Caraíbas. Como flibusteiro tinha hábitos estranhos: costumava vestir-se com um largo casaco vermelho com flores douradas estampadas e era bastante religioso, trazendo ao peito um enorme crucifixo decorado com diamantes. Diferente da maioria dos bucaneiros ou corsários, não gostava de rum, preferindo o chá. Era um homem rigoroso e severo, não permitindo que os seus marinheiros dormissem demasiado, obrigando-os a seguir à risca as regras a bordo, as quais incluíam o bom tratamento das mulheres, regras de boa-educação, serviços religiosos ao domingo e a proibição do consumo excessivo de bebidas alcoólicas. A sua morte encerrou o período áureo da pirataria nas Américas.

## Iniciação na pirataria

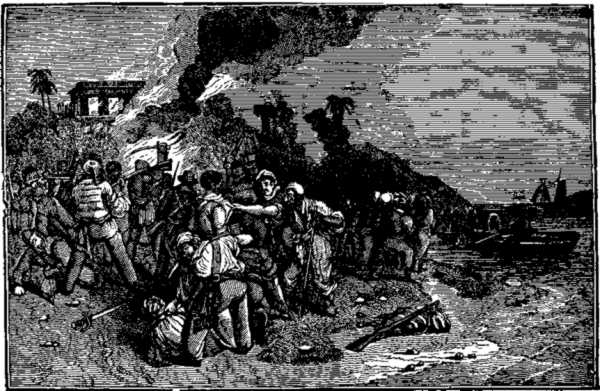
Morte de Howell Davis numa gravura do The Pirates Own Book.

Bartholomew Roberts nasceu em 1682 em Casnewydd-Bach, ou Little Newcastle, entre Fishguard e Haverfordwest, no Pembrokeshire, Gales. O seu nome de baptismo era John Roberts, e o seu pai seria muito provavelmente George Roberts. Não são claras as razões que levaram Roberts a mudar o seu nome de John para Bartholomew, mas os piratas adoptavam frequentemente pseudónimos, e ele poderia ter escolhido o nome em memória do conhecido bucaneiro Bartholomew Sharp.
Bartholomew Roberts teria iniciado a sua aprendizagem como marinheiro por volta dos 13 anos de idade. Também se conjectura que teria servido na Marinha Real Britânica entre 1702 e 1713, participando nas operações navais da Guerra da Sucessão Espanhola. Terminado este conflito, trabalhou como tripulante nos navios negreiros que transportavam escravos de África para as Américas, destino seguido por muitos dos marinheiros deixados desempregados por causa do fim da guerra.
Em 1718, o pirata John Plantain escreveu uma crônica relatando uma viagem entre Rhode Island e a África, na qual o nome de Bartholomew Roberts é mencionado. Aquele testemunho descreve uma desavença entre o galês e o pirata Edward England, também parte do grupo, o que constitui um possível indício de que já estaria previamente envolvido na pirataria, ou que pelo menos manteria relações pessoais anteriores no meio.
Até ao ano de 1719, altura em que mudou o seu nome para Bartholomew, John Roberts era um sujeito que pelo seu estilo de vida podia ser qualificado como honesto. Nesse período era parte da tripulação do capitão Abraham Plumb, como primeiro oficial ou timoneiro no navio Princess of London, que se navegava de Londres para a Costa do Ouro, Golfo da Guiné para negociar escravos.
Uma vez naquela região, juntamente com outros dois navios, os mercadores foram assaltados sem opor resistência por piratas capitaneados por Howell Davis, que posteriormente vendeu os navios capturados.

Após o apresamento, seguindo a prática usual para com a tripulação apresada, Davis convidou os marinheiros que o quisessem acompanhar a juntar-se à sua própria tripulação. Roberts, que por essa altura teria 37 anos de idade e estava sem um futuro promissor, pois apenas ganhava umas três libras por mês, aceitou, junto a outros 34 companheiros, juntar-se aos piratas. São-lhe atribuídas estas palavras: 
Na sua nova situação, presume-se que alcançou a confiança do capitão pelos seus dotes de bom navegante. Além disso, a relação era favorecida por ambos serem galeses, podendo falar na sua língua natal. Quase um mês após a integração de Bartholomew Roberts na tripulação pirata, Davis, que capitaneava o navio Royal Rover, decidiu carenar o navio na ilha do Príncipe, então um enclave português próximo da costa da Guiné. Apresentou-se perante os habitantes da ilha como sendo um oficial de um navio inglês em busca de piratas. Não obstante, o governador local pôs em dúvida a identidade do visitante.

Bandeira pirata de Roberts e sua tripulação

No dia da partida, o capitão, junto com alguns acompanhantes, tentaram visitar o governador para despedir-se. Não o encontrando, decidiram retornar, mas no caminho foram emboscados e quase todos foram mortos. Em consequência da morte do capitão, e sem ninguém que assumisse o comando, o grupo de piratas sobreviventes elegeu Roberts como seu novo chefe sendo a sua primeira ação vingar a morte de Davis.

## História
Roberts era um galês bem de vida, até que um dia foi capturado por piratas. Logo abandonou o papel de vítima e descobriu que ali estava sua verdadeira vocação. Roberts aterrorizou quase o mundo todo: pilhou as costas brasileiras, da América do Norte, da África e até enforcou o governador da Martinica Francesa.